# Teorema de Cayley
El teorema de Cayley es un resultado de teoría de grupos que permite representar cualquier grupo como un grupo de permutaciones.
| Todo grupo es isomorfo a un subgrupo de un grupo simétrico. Si el grupo es finito y tiene orden n, entonces es isomorfo a un subgrupo de {\displaystyle S_{n}}. Cayley |

## Historia
Aunque ahora parezca bastante elemental, en su época las definiciones modernas no existían y cuando Cayley introdujo lo que ahora se denomina grupo, no quedó claro de inmediato que eso era equivalente a los grupos previamente conocidos, que ahora se llaman grupos de permutación. El teorema de Cayley unificó ambos.
Aunque Burnside atribuyó el teorema a Camille Jordan, Eric Nummela, sin embargo, argumentó que el nombre estándar —"Teorema de Cayley"—  es de hecho apropiado. El matemático británico Arthur Cayley (1821-1895), en su artículo original de 1854, demostró que la correspondencia en el teorema era biunívoca, pero no pudo demostrar explícitamente que fuera un homomorfismo (y por lo tanto un isomorfismo). Sin embargo, Nummela señala que Cayley hizo que este resultado fuera conocido por la comunidad matemática dieciséis años antes de Jordan.

## Demostración
Sea G un grupo y g un elemento de este grupo. Se define la aplicación {\displaystyle t_{g}} de G en G como la traslación a la izquierda:
La asociatividad de la ley de grupos confirma que:
Se deduce en particular que {\displaystyle t_{g}} es una permutación (biyección) de inversa (también biyectiva) {\displaystyle t_{g^{-1}}}, lo que permite definir una aplicación {\displaystyle \varphi } del grupo G en el grupo S(G) (el grupo de permutaciones o biyecciones {\displaystyle G\rightarrow G} con la operación de la composición) por:
- Por {\displaystyle (\star )}, {\displaystyle \varphi } es un homomorfismo de grupos.

- Por tanto, la imagen de {\displaystyle \varphi }, notada Im({\displaystyle \varphi }), es un subgrupo de S(G).

- Demostremos que {\displaystyle \varphi } es inyectiva. Para ello se consideran g y h dos elementos del grupo. Si suponemos que sus imágenes {\displaystyle t_{g}} y {\displaystyle t_{h}} son iguales, entonces las imágenes del elemento neutro por ambas también son iguales y, por definición de {\displaystyle t_{g}} y {\displaystyle t_{h}}, g tiene que ser igual a h. Esto prueba que la aplicación es efectivamente inyectiva.

- La aplicación {\displaystyle \varphi } en Im({\displaystyle \varphi }) que a todo elemento {\displaystyle g} de G asocia {\displaystyle \varphi (g)} es entonces también un homomorfismo inyectivo. Además es sobreyectivo por construcción, y por tanto un isomorfismo de grupos. Así pues, G es isomorfo a Im({\displaystyle \varphi }), un subgrupo de S(G) (Im({\displaystyle \varphi })<S(G)). {\displaystyle \quad \square }